# Van de Kul
Van de Kul va ser un grup de rock català que va ser actiu de 1992 a 2004. El van crear el 1992, a La Cellera de Ter, Jordi Planagumà, Guillem Badia, Marcel Badia i Xevi Fàbrega. Ben aviat la banda conegué cert èxit a la zona de Girona i arribaren així a compartir l'escenari de grups catalans més famosos com ara els Sopa de Cabra, Lax'n'Busto o Ja T'ho Diré.
El 1997 van publicar el seu primer disc Travessant espais que va produir Cris Juanico.
Arran de l'èxit aconseguit pel disc foren elegits com a grup revelació d'aquell any 1997 pels lectors de la revista Enderrock. El segon disc Una altra història, editat a la primavera del 1999, va significar la confirmació de la formació gironina als Països Catalans.
El 2001 s'afegí al grup un guitarrista, Jordi (Beni) Benítez.
Es calcula que el grup va fer més de 350 concerts entre 1992 i 2004.

## Discografia
- Travessant espais (1997)
- Una altra història (1999)
- Sense pressa (2002)